# طريقة دور
طريقة دور، التي سُميت على اسم مبتكرها رجل الأعمال وينفورد دور، هي طريقة لتحسين المهارات مثل القراءة والكتابة، والانتباه والتركيز، والمهارات الاجتماعية، والأداء الرياضي من خلال تمارين بدنية مستهدفة.
وقد جرى التشكيك في صحة البرنامج، إذ لم يخضع لأي دراسة حاسمة تستوفي معايير التجربة العشوائية المحكمة.

## الأصل
كانت طريقة دور، المعروفة سابقًا باسم علاج عسر القراءة والاضطراب الحركي والانتباه، قد أُطلقت من قبل رجل الأعمال وينفورد دور من أجل ابنته سوزي التي تم تشخيصها بأنها تعاني من عسر قراءة شديد وأصبحت مكتئبة وتميل للانتحار. وبعد أن قيل له إنه لا يوجد علاج لعسر القراءة، بدأ وينفورد العمل مع فريق من الباحثين لدراسة ادعاء هارولد ليفنسون بأن المخيخ مرتبط بأنواع الأعراض التي كانت سوزي تعاني منها. واقترح روي رذرفورد، وهو صديق لوينفورد، أن يكون المخيخ غير المتطور هو سبب أعراض سوزي. وقد تم تطوير برنامج دور لاحقًا من أجل سوزي، وبعد أن بدأت بالقراءة والكتابة، أصبح البرنامج متاحًا للآخرين.
وفقًا لمقطع فيديو نشرته شركة دوري، فإن الحالات مثل عسر القراءة واضطراب التنسيق التنموي واضطراب نقص الانتباه وفرط الحركة والتوحد ومتلازمة أسبرجر واضطراب فرط الحركة ونقص الانتباه مرتبطة بوظيفة المخيخ. يعتقد ممارسو برنامج دوري أنه من الممكن علاج الصعوبات في مجالات مثل القراءة والانتباه والتنسيق والمهارات الاجتماعية من خلال تطوير هذه المسارات العصبية.

## طريقة دور
تقوم النظرية الكامنة وراء طريقة دور على أن المهارات مثل القراءة والكتابة تُكتسب من خلال الممارسة وتصبح تلقائية لأن المخيخ يسمح بحدوث عملية التعلم بأقصى معدل من الكفاءة. وتزعم طريقة دور أنه كلما أصبحت المهارات أكثر تلقائية، انخفضت الحاجة إلى استخدام الذاكرة العاملة لأداء المهمة. ويهدف برنامج دور إلى تحفيز تطور المخيخ وبالتالي تقوية الاتصالات بين المخ والمخيخ.
ينص برنامج دور على أن العملاء يجب أن يكونوا في سن السابعة أو أكثر؛ إذ يكون من الصعب تقييم الأطفال الأصغر بدقة. ويُعتقد أن البالغين من جميع الأعمار مناسبون لبرنامج دور.

## فعالية برنامج دور
تُحيط الشكوك بفعالية برنامج دور. شارك خمسة وثلاثون طالبًا من طلاب المرحلة المدرسية في مدرسة بالسول كومن في وركشير، المملكة المتحدة، في أول دراسة لتقييم فعالية برنامج دور، والتي نُشرت في مجلة عسر القراءة سنة 2003. وقد وجدت الدراسة أن الطلاب أدّوا أداءً أفضل في الاختبارات المعيارية في الكتابة والقراءة والاستيعاب. لم يكن لدى غالبية المشاركين في الدراسة صعوبات تعلم مشخصة: ستة منهم كان لديهم عسر قراءة، واثنان يعانيان من اضطراب التناسق الحركي النمائي، وواحد يعاني من اضطراب نقص الانتباه مع فرط النشاط. وقد حدّد اختبار فحص عسر القراءة بعض الأطفال المتبقين بأنهم "معرضون للخطر"، لكن معظم الأطفال لم تكن لديهم صعوبات شديدة. وقد نُشر متابعة لهذه الدراسة في مجلة عسر القراءة سنة 2006، وذكر المؤلفون وجود تحسن كبير في الكتابة والقراءة والاستيعاب، بالإضافة إلى مهارات الانتباه المرتبطة باضطراب نقص الانتباه مع فرط النشاط، بعد إعادة تقييم الطلاب.
ولم تُكرر الدراسات حول الفعالية على المجموعات السريرية المستهدفة في مجلة طبية محكمة، وحيثما توفرت بيانات ضابطة، فإن الأدلة على التحسن في مهارات القراءة والكتابة المرتبطة ببرنامج دور ما تزال بحاجة إلى مزيد من التحقق.

## البحث العلمي حول العلاج
لقد خضع علاج برنامج دور للدراسة ويستمر في كونه موضوعًا للبحث المستمر. وقد جرت مراجعة الدراسة التي أعدها رينولدز وآخرون. فعلى سبيل المثال، تم تضمين مجموعة ضابطة فقط في جزء من التقييمات، وليس في المتابعة؛ كما لم يُقدّم سوى القليل من المعلومات حول نتائج الاختبارات أو حالة علاج الأطفال في المجموعة التجريبية الذين لم تتم متابعتهم. وقد دافع المؤلفان عن الدراسة باعتبارها تُظهر تحسنًا كبيرًا ومستمرًا في التناسق بعد العلاج. وقد وجدت عدد من الأوراق المنشورة في مجلة الجمعية البريطانية لعسر القراءة أن البحث الأكاديمي الذي بدا مستقلًا، والذي قدمه دور في البداية لدعم العلاج، كان محلّ نقاش. ووفقًا لمقالة نُشرت في مجلة التايمز التعليمية سنة 2004، فإن العديد من الأكاديميين البارزين في بريطانيا يرون أن النتائج تحتاج إلى التكرار.

### حول الادعاءات المبكرة
لقد دعمت كل من هيئة التلفزيون المستقل في المملكة المتحدة وهيئة الاتصالات (أوفكوم) الشكاوى المقدمة بشأن تقرير إخباري عام 2002 على التلفزيون البريطاني، وصف فيه تريفور ماكدونالد طريقة علاج عسر القراءة والاضطراب الحركي والانتباه بأنها "اختراق في علاج عسر القراءة". وكررت هذه الهيئات القرار نفسه بشأن تقرير لاحق عُرض في برنامج ريتشارد وجودي، ووجدت أن إعلانًا تلفزيونيًا من إنتاج برنامج علاج عسر القراءة والاضطراب الحركي والانتباه قد خالف قواعد مدونة معايير الإعلان بسبب خلقه انطباعًا زائفًا حول الأدلة الطبية، وتلميحه إلى أن المشورة والدعم الطبي المهني سيكونان جزءًا من العلاج. ومع ذلك، فقد ذكرت هذه الهيئات في جميع الحالات أن: "هيئة التلفزيون المستقل لا تُبدي، ولا تسعى لإبداء، أي رأي على الإطلاق بشأن البرنامج كمنظمة أو فعالية علاجه النسبي لعسر القراءة، فهذان الأمران لم يكونا موضوع هذا القرار". وقد كانت الشكاوى في الغالب تدور حول الادعاء بأن هذا البحث جديد ورائد، في حين أن العديد من عناصره تعود إلى ما لا يقل عن ثلاثين عامًا قبل تأسيس البرنامج.

## الجدل
بعد أن نشرت مجلة "عسر القراءة" البريطانية مقالًا عن برنامج دور سنة 2003، تبع هذا المقال عشر مقالات نقدية، واستقال أحد المعلقين من هيئة تحرير المجلة. وفي سنة 2006، استقال خمسة أعضاء من مجلس الإدارة احتجاجًا على نشر مقال متابعة مؤيد بقوة لبرنامج دور، مشيرين إلى مخاوف بشأن المنهجية المستخدمة في الدراسة وتضارب المصالح المالية بسبب تورط دور في تمويل البحث. وقد دافع محرر مجلة عسر القراءة عن قرار النشر، وردّ مؤلفو البحث الأصلي عن برنامج دور بقوة على هذه الانتقادات، واستمروا في دعم نتائجهم واستنتاجاتهم.

## هيئة معايير الإعلان تحكم ضد دور
في كانون الأول 2009، أمرت هيئة معايير الإعلان في المملكة المتحدة وينفورد دور بإزالة الإعلانات التي نشرها عبر إعلانات غوغل والتي زعمت أن البرنامج يقدم مساعدة لعسر القراءة، ومتلازمة أسبرجر، واضطراب نقص الانتباه مع فرط النشاط، واضطراب التناسق الحركي النمائي. وقد حاول دور الدفاع عن الإعلانات من خلال الاستشهاد بدراستين تدعمان مزاعمه، لكن هيئة معايير الإعلان قررت أن المزاعم الواردة في الإعلانات غير مدعومة بالدراسات وكانت مضللة.

## الاستحواذ
في أيّار 2008، أُغلقت شركة علاج عسر القراءة والاضطراب الحركي والانتباه، ودخلت في حالة تصفية في المملكة المتحدة، وأُغلقت مراكزها الثلاثة عشر هناك.
في 23 كانون الثاني 2009، استحوذت شركة داينيفور المحدودة على حقوق الملكية الفكرية وأصول برنامج دور من وينفورد دور وشركة CDT المحدودة.

## روابط خارجية
- دوري تايوان

- دوري المملكة المتحدة
- دوري الولايات المتحدة الأمريكية
- دوري العالمية